# 大阿仁村
大阿仁村（おおあにむら）は、かつて秋田県にあった村。現在の北秋田市南部にあたる。

## 歴史
- 1889年（明治22年）4月1日 - 町村制施行により北秋田郡荒瀬村が村制を施行して、荒瀬村（あらせむら）が発足。
- 1896年（明治29年） - 一部（荒瀬川櫃畑）を分割し北秋田郡阿仁銅山村に編入。
- 1937年（昭和12年）
  - 4月1日 - 一部（荒瀬本郷、鍵ノ滝）を分割し北秋田郡阿仁合町に編入。
  - 9月1日 - 名称を大阿仁村に改称。
- 1955年（昭和30年）4月1日 - 阿仁合町と合併し阿仁町を設置して消滅。

### 説話
房住山が修験の場として開かれていた頃、房住山一帯を支配し翁面（上小阿仁村沖田面）に住む高倉長者という族長がいた。高倉長者は坂上田村麻呂と協力して、長面三兄弟という蝦夷を征伐したとされている。その長者に「たつこ」というひとり娘がいた。この娘の婿は阿仁と言ったので、人々は彼のことを「阿仁殿」と言った。ところが、婿をとってしばらくしたら長者に男子ができた。長者は後に財産の争いが起き、血を見ることがないようにとクジ引きで土地を分け与えることにした。その結果、娘婿の阿仁殿は米ヶ沢（米内沢）、実子は鎌ヶ沢（合川町鎌沢）に住みそれぞれの地を支配することになった。その後、二人は奥地を切り開き、娘婿は「大阿仁」と言われる比立内地区まで、実子の方は「小阿仁」とよばれ萩形までをそれぞれ支配することになった。

## 著名出身者
- 白川好光 (実業家)